# Ubi sunt
Ubi sunt (лат. Де [ж] ті) — скорочення латинського риторичного питання  Ubi sunt qui ante nos fuerunt? (Де ж ті, хто перед нами були); вживається як літературне окреслення мотиву тлінності та марності світу і сумом за минулим, що особливо присутній у європейській середньовічній літературі.

## Вживання
Зі звороту ubi sunt розпочинаються багато середньовічних віршів латинською мовою, «Ubi sunt qui ante nos fuerunt?» також є назвою анонімного англійського вірша з 1270 року. 
Про марність світу у такий спосіб писав Петро Даміані, один з учителів церкви, у своїй поезії та віршах: Ubi enim sunt modo tot potentes saeculi, tot invictissimi reges...? (Де ж ті колись сильні світу цього, де  ті непереможні правителі..?). 
Мотив ubi sunt разом із сумом за «старими добрими часами» зустрічається у староанглійській поезії, зокрема у поемах «Беовульф» та «Мандрівник». Схожа атмосфера ностальгії з'являється у французькій літературі, зокрема у творчості Франсуа Війона з його «А де, скажіть, торішній сніг» з твору «Балада про дам минувшини», що ввійшов до «Великого тестаменту». На цей вислів покликався також Умберто Еко, даючи назву своєму роману «Ім'я рози». Вираз ubi sunt з'являється у другій строфі пісні «Гаудеамус». 
Мотив використовується також у сучасній літературі, зокрема у вірші Джона Кітса «До осені».